# Centro Internacional Tequendama

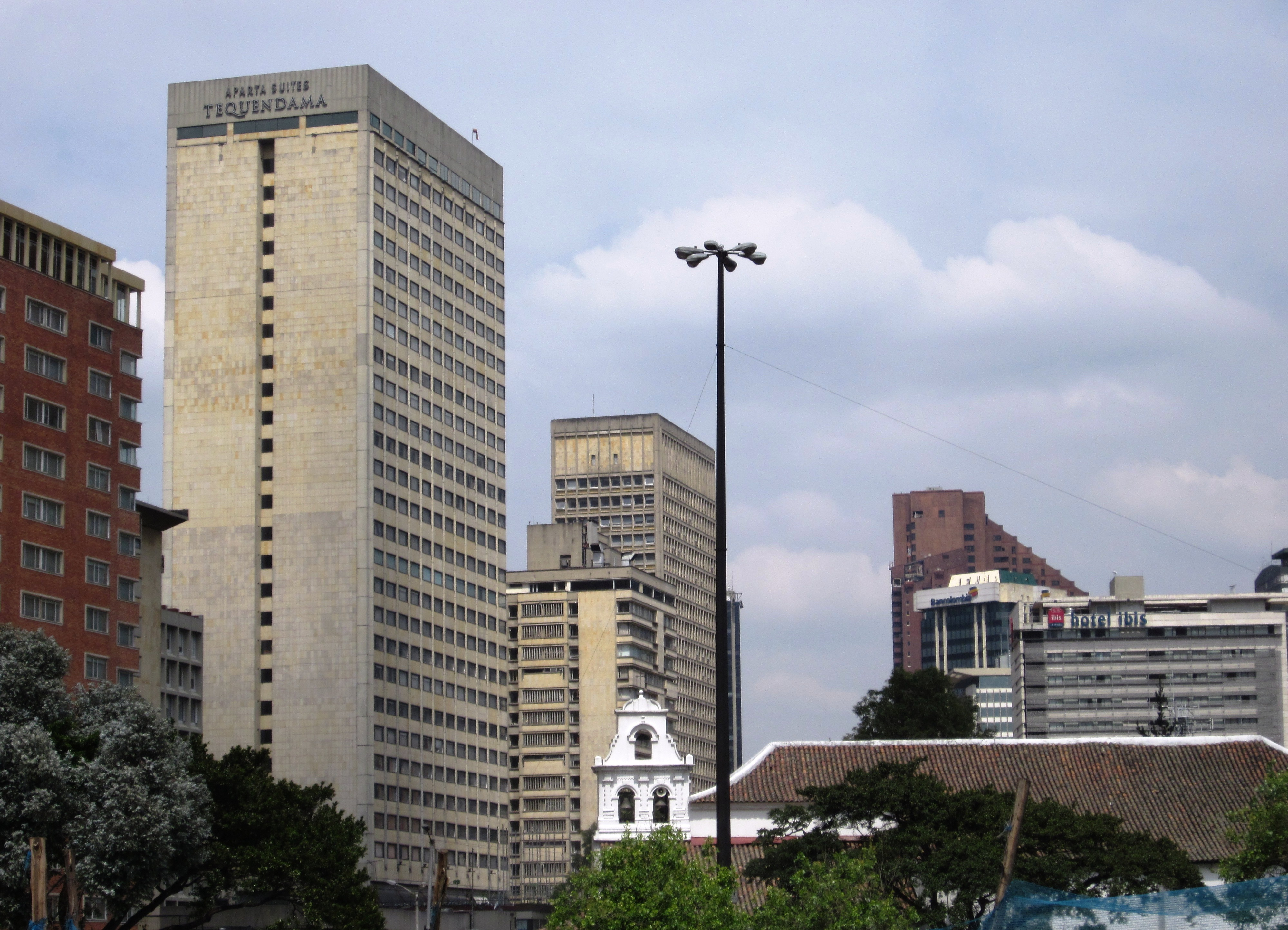
Los edificios del CUTB a la altura de la Avenida El Dorado

El Centro Internacional Tequendama o Conjunto Urbano Tequendama - Bavaria, por sus siglas CIT o CUTB, es un complejo de edificios de uso mixto localizado entre las carreras 10 y 13 y entre calles 26 y 28 de Bogotá. Se compone de nueve edificios de distintas alturas, comunicados entre sí por plazoletas y pasarelas comerciales. Por las Resoluciones 1498 de 2001, 1582 de 2002 y 618 de 2002 es considerado Bien de Interés Cultural de Carácter Nacional.
El propietario del Centro Internacional Tequendama es la Caja de Retiro de las Fuerzas Militares (CREMIL) y del Conjunto Bavaria es la compañía cervecera Bavaria con algunos particulares. 

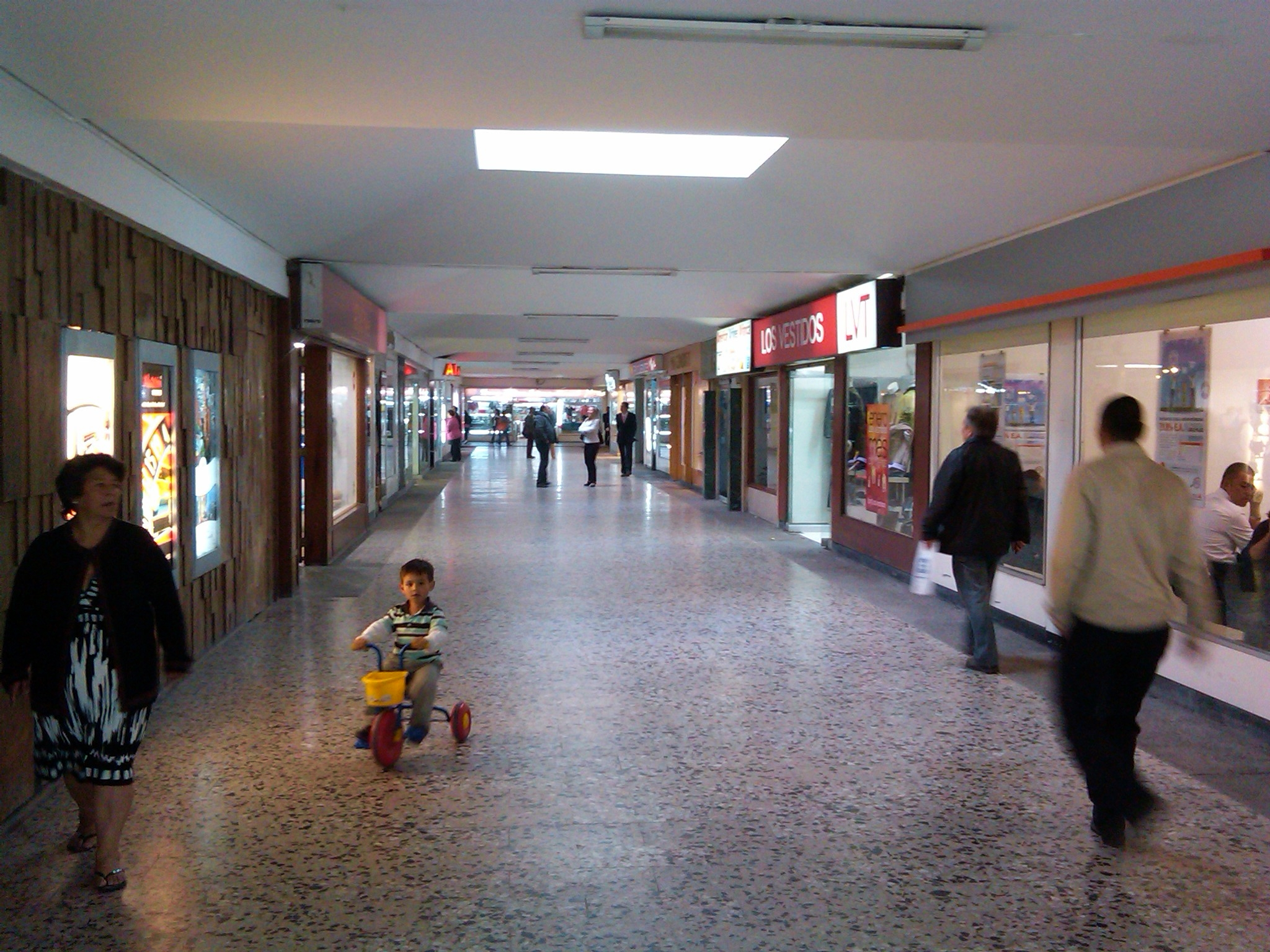
Pasarela comercial del Edificio Bachué - Tisquesusa

El Hotel Tequendama es operado desde el 30 de junio de 2019 por la cadena hotelera GHL Grupo Hoteles S.C.A., por medio de un contrato de operación celebrado por GHL y la Sociedad Hotelera Tequendama S.A. de la CREMIL. Tequendama Suites and Hotel de Residencias Tequendama es administrado y operado por la Sociedad Hotelera Tequendama, hoy Sociedad Tequendama S.A.
En el Teatro Tisquesusa del Edificio Bachué funciona el Casino Tequendama de la organización Aladdin Hotel y Casinos S.A.S. 

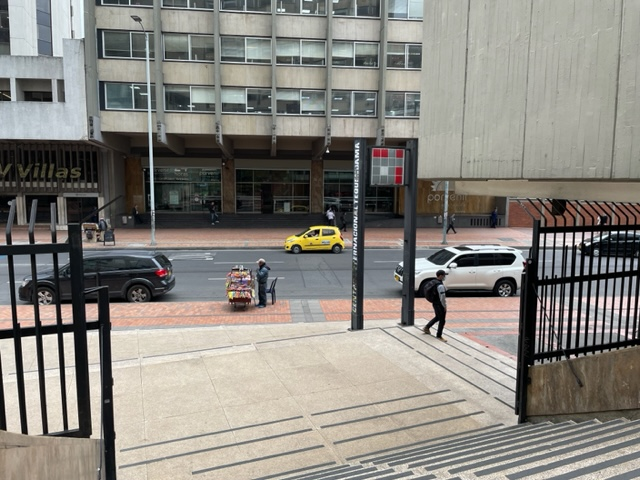
Entrada CIT por la Carrera 13

## Antecedentes

### Adquisición del terreno
El Gobierno de Colombia a través de la Ley 75 de 1925 creó la Caja de Retiro de las Fuerzas Militares, CREMIL, cuyo objetivo principal es reconocer y pagar las asignaciones de retiro al personal de Oficiales y Suboficiales de las Fuerzas Militares que consoliden el derecho a tal prestación, así como la sustitución pensional a sus beneficiarios, y contribuir al desarrollo de la política y los planes generales que en materia de seguridad social adopte el Gobierno Nacional respecto de dicho personal, además, se encarga de administrar directa o indirectamente los bienes muebles e inmuebles y los recursos de capital que constituyan el patrimonio de la entidad, o aquellos que sin ser de su propiedad se confíen a su manejo. A su vez, esta entidad está adscrita al Ministerio de Guerra, hoy Ministerio de Defensa Nacional.  
El 29 de mayo de 1941, por recomendación del Gobierno Nacional, la CREMIL adquirió el lote de la Escuela Militar de Cadetes, a través del Banco Central Hipotecario. Esta Escuela que desde 1915 funcionaba en el antiguo Claustro de San Diego, de la Orden Franciscana, se volvió obsoleta luego de que el Ministerio de Guerra decidiera trasladar la academia militar a sus terrenos actuales en la Calle 80. Vale la pena mencionar que el sitio adquirió su forma actual una vez se construyó la Avenida Carrera Décima, se consolidó la Avenida El Dorado y se amplió la carrera 13.

### Trazado de las Avenidas Carrera Décima y El Dorado
El movimiento moderno en Colombia fue promovido por la Facultad de Arquitectura de la Universidad Nacional e integrantes de la Sociedad Colombiana de Arquitectos, SCA. Siendo estas dos instituciones y la revista Proa fundadas y dirigidas por el arquitecto Carlos Martínez Jímenez, quien además se destacó por ser Secretario de Obras Públicas de Bogotá y Director de la Oficina de Planeación Distrital. A su vez, Martínez Jímenez y algunos integrantes de mencionada facultad fueron discípulos del arquitecto suizo francés Le Corbusier, el cual a inicios de la década de los 40 sería uno de los exponentes del racionalismo en el mundo y miembro fundador del CIAM.  
Siguiendo ese espíritu vanguardista, en 1944 se produce en Bogotá una revolución política y urbanística ante la posibilidad de ampliar la Carrera Décima. Desarrollo que implicaría la demolición de estructuras coloniales, adaptando el centro de la capital a las dinámicas globales de la posguerra para alejarla del planteamiento español feudal, de la arquitectura neoclásica y de la insalubridad imperante. Los primeros dirigentes en idear dicha obra fueron el concejal y alcalde de la ciudad, Jorge Soto Del Corral y su secretario de obras públicas, Alfredo Bateman, tras crear el Plan Vial Soto - Bateman. No obstante, ese proyecto solo se concretó hasta la alcaldía de Fernando Mazuera Villegas, en la cual se aprobó que la Carrera Décima pasara de una sola calzada de 8 metros de ancho a 4 calzadas en 40 metros de ancho, con separador arborizado y grandes andenes; desde la calle 32 hasta la Avenida Primero de Mayo.
La ampliación de la Carrera Décima inició el 1 de octubre de 1947, fragmentando a su paso en su tramo norte el Claustro de San Diego, propiedad de la CREMIL y el Parque Centenario; y en el tramo sur el Hospital San Juan de Dios. Del mismo modo, para lograr su ejecución se derribaron la Iglesia de Santa Inés y la Plaza Central de Mercado "La Concepción", próximas a la Plaza de Bolívar.      
Como consecuencia de esa influencia modernista, se produjo un cambio de paradigma sobre el urbanismo y la planeación de las ciudades colombianas, originando el Plan Regulador de Bogotá de 1951 que contó con la asesoría de arquitectos internacionales como Le Corbusier, Josep Lluis Sert y Paul Lester Wiener; el apoyo de las autoridades de la época como Mariano Ospina Pérez y Fernando Mazuera Villegas; arquitectos de la SCA y la creciente élite industrial de Colombia. Permitiendo de este modo a la ciudad contar con proyectos viales a futuro, acompañados por propuestas de edificios en las manzanas remanentes a la ampliación de calles y carreras.    
Varios de los proyectos de corte modernista tuvieron como medio de difusión la revista de arquitectura Proa, como el plan de Ampliación de la Carrera 10 elaborado por el arquitecto Edgar Burbano Pérez en 1946, en el cual planteó la prolongación de la Carrera 10 desde la Avenida Calle Primera hacia el sur de la ciudad.

### Creación de InterContinental Hotels Corporation
A comienzos de los años 1940, en el ámbito de la política de buena vecindad impulsada por el presidente de los Estados Unidos, Franklin D. Roosevelt, se fortalecieron los lazos de cooperación entre la nación norteamericana y América del Sur, esto para contrarrestar una posible injerencia fascista en los gobiernos del continente. En ese sentido, el presidente Roosevelt creó la Oficina del Coordinador de Asuntos Interamericanos, dirigida por Nelson Rockefeller, para la difusión de propaganda y la promoción de inversiones estadounidenses en los países latinoamericanos.
Debido a lo anterior, el fundador de Pan Am, Juan Trippe fue uno de los empresarios que se sumó al panamericanismo, a través del fomento del turismo en América Latina. Trippe en el desarrollo de la expansión de las operaciones aéreas de Pan Am y el turismo en América, propició la construcción de instalaciones hoteleras en ciudades referentes fuera de los Estados Unidos, como Bogotá, Caracas, Maracaibo y Montevideo. Para realizar dichas obras y ante la negativa de inversores privados, Juan Trippe, contó con el apoyo del presidente Franklin D. Roosevelt quien por intermedio del Export-Import Bank of the United States le otorgó los créditos necesarios. Luego de obtener esos préstamos, el fundador de Pan Am constituyó la InterContinental Hotels Corporation en 1947, propiedad 100% de Pan Am, e inició la construcción de los hoteles en Sur América.

### Constitución de la Sociedad Hotel San Diego
Luego de la expedición desarrollada por la InterContinental Hotels en Colombia, a la cadena le resultó atractivo el sitio de la Escuela Militar de Cadetes del sector de San Diego para la construcción de un hotel en Bogotá, iniciando de esta forma conversaciones con el Gobierno de Colombia que resultaron en una alianza. Es así como el 12 de noviembre de 1948, el Gobierno presidido por Mariano Ospina Pérez creó la Sociedad Hotel San Diego S.A., hoy Sociedad Tequendama S.A., mediante escritura pública n.º 7589 de la Notaría Segunda del Circuito de Bogotá, constituyendo una sociedad mixta, siendo su socio mayoritario la CREMIL y su objeto principal la explotación comercial de la industria hotelera y la administración directa o indirecta de los hoteles de su propiedad. Para tal fin, la Sociedad San Diego recibió de la CREMIL la propiedad de una parcela de la Escuela Militar y celebró un contrato de operación por 60 años con la InterContinental. Contrato que comprometía a la hotelera norteamericana a destinar los recursos necesarios para construir y dotar el proyecto denominado en principio Hotel San Diego, luego Hotel Bochica pero finalmente inaugurado como Hotel Tequendama InterContinental.

## Construcción
La construcción del conjunto se realizó por etapas, iniciando en 1950 con la demolición de las antiguas instalaciones militares para desarrollar el Hotel Tequendama. Empezado en 1952 y terminado en 1982 el centro incluye varios edificios y plazoletas integrales. Entre el conjunto se encuentra el Hotel Tequendama, el Edificio Bochica, las Torres de Residencias Tequendama, el Edificio Bavaria, las Residencias Bavaria, el Edificio Bachué y el casino Aladdin (antiguo Teatro Tisquesusa).

## Edificios
| Nombre                                                          | Imagen | Inicio de la construcción | Finalización | Altura (con antena) | Estado     |
| --------------------------------------------------------------- | ------ | ------------------------- | ------------ | ------------------- | ---------- |
| Hotel Four Points by Sheraton Tequendama Carrera 10 n.º 26 - 21 |        | 1950                      | 1953         | 53,45 m             | Completado |
| Edificio Bochica Carrera 13 n.º 27 - 00                         |        | 1952                      | 1956         |                     | Completado |
| Residencias Tequendama Sur Carrera 10 n.º 26 - 51               |        | 1959                      | 1962         |                     | Completado |
| Edificio Bavaria Carrera 10 n.º 28 - 49                         |        | 1963                      | 1965         | 89 m                | Completado |
| Residencias Bavaria Carrera 10 n.º 27 - 91                      |        | 1963                      | 1965         |                     | Completado |
| Edificio Bachué Carrera 10 n.º 27 - 27                          |        | 1964                      | 1966         |                     | Completado |
| Teatro Tisquesusa Carrera 10 n.º 27 - 27                        |        | 1964                      | 1966         |                     | Completado |
| Residencias Tequendama Norte Carrera 10 n.º 27 - 51             |        | 1978                      | 1982         | 120 m               | Completado |

## Seguridad
La Caja de Retiro de las Fuerzas Militares dispone de diversas medidas de seguridad para la protección de las instalaciones, arrendatarios y visitantes. El Centro Internacional Tequendama cuenta con el Grupo de Bienes Inmuebles ubicado en el Edificio Bachué, oficina de la CREMIL responsable de la seguridad de las edificaciones, sus áreas públicas y parqueaderos las 24 horas del día, además de la gestión de los arrendatarios, la atención de puntos de información y monitoreo por circuito cerrado de televisión. Adicionalmente, el CIT por ser una infraestructura del Ministerio de Defensa cuenta con vigilancia permanente de una brigada de la Policía Militar.

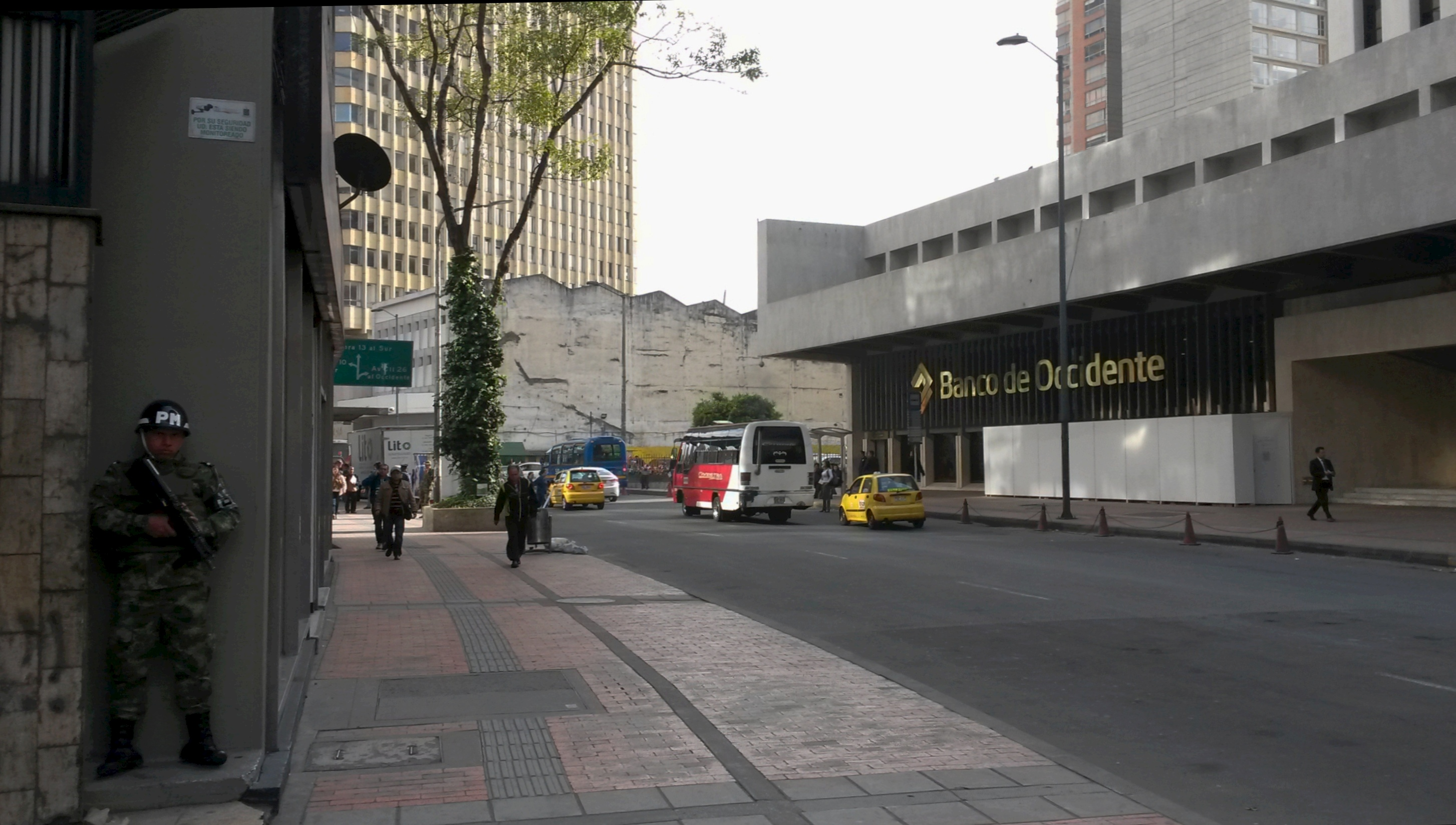
Uniformado de la Policía Militar custodiando el CIT

## Acontecimientos
- Atentado al edificio Residencias Tequendama.